# الکل (مخدر)
الکل که گاهی از آن با نام شیمیایی اش اتانول یاد می‌شود یک مادهٔ سرکوب کننده است. در نوشیدنی‌های الکلی مانند آبجو، شراب و نوشیدنی‌های تقطیری، الکل ماده مؤثره است. الکل قدیمی‌ترین و فراوان‌ترین مخدر تفریحی است که اثراتی مانند مستی ایجاد می‌کند. علاوه بر آن الکل باعث ایجاد شادی، سرخوشی، کاهش اضطراب، اجتماعی تر شدن، آرامش، آسیب به قدرت شناخت، حافظه، کنترل حرکتی و کارکرد حواس و ضعف عمومی در کارکرد دستگاه عصبی مرکزی می‌شود. اتانول تنها یکی از انواع بسیار الکل است اما تنها گونه ای از الکل است که در نوشیدنی‌های الکلی یافت می‌شود یا اینکه بیشتر برای مصرف تفریحی کاربرد دارد. متانول و ایزوپروپیل الکل نسبت به اتانول بسیار سمی اند و می‌توانند کشنده باشند.